# Краснопільська волость (Полонський повіт)
Краснопільська волость — адміністративно-територіальна одиниця Житомирського повіту Волинської губернії.
Станом на 1885 рік складалася з 10 поселень, 10 сільських громад. Населення — 7804 осіб (3787 чоловічої статі та 3817 — жіночої), 940 дворових господарств.
|                     | Площа, десятин | У тому числі орної, десятин |
| ------------------- | -------------- | --------------------------- |
| Сільських громад    | 8985           | 6707                        |
| Приватної власності | 12039          | 6295                        |
| Казенної власності  | 186            | —                           |
| Іншої власності     | 548            | 366                         |
| Загалом             | 21758          | 13368                       |

Основні поселення волості:
- Краснопіль — колишнє власницьке містечко за 80 верст від повітового міста, 1732 особи, 223 двори, 2 православні церкви, костел, єврейський молитовний будинок, постоялий будинок.
- Бурківці — колишнє власницьке село при річці Тетерів, 701 особа, 102 двори, православна церква, постоялий будинок, 2 водяних млини, винокурний завод.
- Молочки — колишнє власницьке село, 838 осіб, 106 дворів, православна церква, католицька каплиця, постоялий будинок, 2 водяних млини, цегельний завод.
- Мотрунки — колишнє власницьке село, 888 осіб, 50 дворів, православна церква, постоялий будинок.
- Носівки — колишнє власницьке село при річці Тетерів, 841 особа, 105 дворів, православна церква, католицька каплиця, постоялий будинок, водяний млин.
- Стетківці — колишнє власницьке село при річці Тетерів, 1129 осіб, 166 дворів, православна церква, 2 постоялих будинки, 2 лавки.